# Lametasaurus
Genre
Espèce
Lametasaurus (signifiant « lézard de Lameta) est un genre possible de dinosaures théropodes du Crétacé inférieur retrouvé en Inde.
Il désignait à la base une chimère composée de plusieurs animaux différents, qui étaient probablement des carnivores terrestres.
Les fossiles d'origine ont été perdus, ce qui rend difficile de tester les nombreuses hypothèses entourant ce taxon. Il est considéré comme un nomen dubium.

## Histoire
Entre octobre 1917 et 1919, Charles Alfred Matley extrait des fossiles près de Jabalpur, en Inde. En 1921, il affirme avoir trouvé les restes de deux théropodes Megalosauridae. En 1923/1924, il nomme l'un d'eux comme étant l'espèce type Lametasaurus indicus. Cependant, Matley ne classe plus ce dernier comme un théropode, mais plutôt comme un stégosaure (à l'époque, le concept comprend également l'ankylosaure). Il avait d'ailleurs pensé référer le spécimen type à une espèce d'Omosaurus. Le nom générique réfère à la formation de Lameta, alors que le nom spécifique réfère à l'Inde.
En 1933, Matley et Friedrich von Huene y ajoutent des restes retrouvés par Barnum Brown qu'ils croient être une massue. Ces restes seront identifiés plus tard comme étant un gros ostéoderme. Le spécimen type est alors constitué d'écailles dermiques, d'un sacrum, d'au moins cinq vertèbres sacrées, d'un pelvis, d'un tibia et de dents.
En 1935, Dhirendra Kishore Chakravarti conteste la classification du genre et affirme qu'il est une chimère formée de restes d'armure de titanosaure, de dents de crocodile et de fragments de membres postérieurs de théropode.
En 1964, Alick Walker sélectionne les écailles comme lectotype et écarte les dents et les os. Le nom Lametasaurus désigne désormais seulement les écailles, que l'on considère appartenir à un membre des Nodosauridae.
En 2003, on suggère de classer le pelvis et les échantillons de membres postérieurs comme appartenant au Rajasaurus.
En 2008, Matthew Carrano élimine la possibilité que les écailles appartiennent à un type d'ankylosaure. Il affirme que ces dernières appartiendrait à une sorte de titanosaure ou d'Abelisauridae. Dans le second cas, l'espèce ne serait pas nécessairement une chimère, mais plutôt un synonyme d'Indosaurus et/ou de Rajasaurus.